# Meet the Woo 2
Meet the Woo 2 (альтернативное название Meet the Woo, Vol. 2) — второй и последний  микстейп американского рэпера Pop Smoke. Он был выпущен 7 февраля 2020 года на лейблах Victor Victor Worldwide Inc. и Republic Records и является сиквелом Meet the Woo (2019). Делюкс-версия микстейпа была выпущена 12 февраля 2020 года и содержит три дополнительных трека, включая ремикс на песню «Dior» при участии Gunna. 19 февраля 2020 года, менее чем через две недели после выхода в свет стандартного издания Meet the Woo 2, Pop Smoke в возрасте 20 лет был застрелен во время домашнего ограбления. На микстейпе в качестве приглашенных исполнителей присутствуют Quavo, A Boogie wit da Hoodie, Fivio Foreign, Lil Tjay, Nav, Gunna и PnB Rock.
Meet the Woo 2  — это альбом в стиле хип-хоп, электронной музыки и дрилла. Микстейп получил в целом положительные отзывы от музыкальных критиков, которые высоко оценили энергетику и вокал Pop Smoke. Ведущий сингл микстейпа «Christopher Walking» не попал в чарты, однако второй, «Shake the Room» при участии Quavo, занял 93 место в американском Billboard Hot 100 и 76 в британском Singles Chart. Многие дополнительные треки и не являющиеся синглами песни попали в чарты после гибели Pop Smoke. Песня «Dior» стала первым сольным и посмертным хитом рэпера в Billboard Hot 100, заняв 22-е место. Песни «War» при участии Lil Tjay и «Element» попали в канадский чарт Hot 100, заняв 100-е и 90-е места соответственно.
Микстейп попал в несколько списков лучших альбомов 2020 года, составленных несколькими изданиями; The Washington Post и Highsnobiety включили его в пятерку лучших. Meet the Woo 2 дебютировал на седьмом месте в американском Billboard 200, став первым хитом Pop Smoke, попавшим в десятку лучших в этом чарте. В США Американская ассоциация звукозаписывающих компаний (RIAA) присвоила ему золотую сертификацию. Микстейп занял первое место музыкальных чартов в Австралии, Канаде, Дании, Нидерландах, Финляндии, Новой Зеландии, Норвегии, Швеции, Швейцарии, Великобритании и в чарте Бельгийской Фландрии.

## История и релиз
В январе 2020 года Pop Smoke в своем аккаунте на TikTok назвал дату выхода Meet the Woo 2. Это заявление было сделано через несколько дней после того, как федеральные власти арестовали рэпера в международном аэропорту имени Джона Кеннеди за предполагаемый угон Rolls-Royce Wraith стоимостью 375 000 долларов. Владелец заявил об угоне после того, как Pop Smoke одолжил его в Калифорнии для съемок музыкального видео с тем условием, что он будет возвращен на следующий день. Полиция предъявила Pop Smoke федеральное обвинение в краже автомобиля в крупном размере после того, как он под давлением настучал на Crips и рассказал о стрельбе с нелетальным исходом, произошедшей в Бруклине в июне 2019 года. После того, как рэпер отказался сотрудничать с властями, он был выпущен под залог в 250 000 долларов и согласился держаться подальше от известных членов банд и сдавать анализы на наркотики в службу досудебного разбирательства США.
Victor Victor Worldwide и Republic Records выпустили Meet the Woo 2 7 февраля 2020 года. Это вторая часть серии микстейпов Meet the Woo, следующая за Meet the Woo (2019). Делюкс-версия микстейпа, выпущенная 12 февраля 2020 года, содержит три новых трека, включая ремикс на песню «Dior» при участии американского рэпера Gunna. 29 января 2020 года Pop Smoke анонсировал свой дебютный концертный тур Meet the Woo Tour и представил рекламный флаер тура для продвижения альбомов Meet the Woo и Meet the Woo 2. В тот же день были объявлены даты концертов в Северной Америке, а даты в Великобритании были объявлены в феврале. Планировалось, что тур начнется в Соединенных Штатах в марте и закончится в Великобритании в апреле. 19 февраля 2020 года, менее чем через две недели после выхода стандартного издания Meet the Woo 2, Pop Smoke в возрасте 20 лет был застрелен во время домашнего ограбления. Четверо мужчин в капюшонах, один из которых был в лыжной маске и с пистолетом, ворвались в дом на Голливудских холмах, который арендовал Pop Smoke. 15-летний мальчик, самый младший из четырех злоумышленников, выстрелил в грудь Pop Smoke три раза из Beretta M9 после того, как вступил с ним в драку. Pop Smoke был доставлен в Седарс-Синайский медицинский центр, где врачи провели торакотомию левой стороны груди, однако через пару часов констатировали его смерть.

## Музыка и тексты
Пишущий для Pitchfork Рид Джексон заявил, что Meet the Woo 2 «предлагает очень жёсткий дрилл, от которого сводит челюсти». Арон А. из HotNewHipHop отмечает, что Meet The Woo 2 имеет «характерную для Лондона склонность к электронной музыке» и что он «возвращает все это обратно в мекку хип-хопа». Микстейп начинается с песни «Invincible», в которой Pop Smoke утверждает, что он понимает уличную жизнь. За ним следует трек «Shake the Room» при участии Quavo. Доминик Р. из HotNewHipHop описал песню как «возглавляемую гармоничным вокалом и деревянным духовым инструментарием, навеянным басом». «Get Back» — это хип-хоп композиция с сэмплами горна и струнных, мягким фортепианным риффом, бас-линией и полицейскими сиренами. Доминик Р. подчеркнул, что Pop Smoke «агрессивно производит множество выстрелов, давая понять своим соперникам, чтобы они держались подальше». В треке «Christopher Walking» Pop Smoke сравнивает себя с Фрэнком Уайтом, персонажем, которого сыграл Кристофер Уокен в американском нео-нуарном криминальном триллере 1990 года «Король Нью-Йорка». В песне заметно интерполирован текст хита 50 Cent «SWindow Shopper» (2005). В тексте песни Pop Smoke рассказывает о том, как стрелял в своих врагов на улицах, а также упоминает о своей любви к Dior и ювелирным украшениям, украшающим грудь. «Foreigner» при участии A Boogie wit da Hoodie — дрилл-трек, в котором оба рэпера рассказывают о своих роскошных и дорогих вещах.
Кьянн-Сиан Уильямс из NME считает, что песня «Sweatheart», в которой принял участие Fivio Foreign, является «нечто большим, чем просто рэпом», и что Pop Smoke и Fivio Foreign берут друг у друга все лучшее и лавируют как «Бэтмен и Робин дрилл-музыки». Джессика Маккинни и Брэд Каллас из Complex пишут, что в «Element» Pop Smoke «читает зловещие строки на фоне зловещего продакшена». «Armed N Dangerous (Charlie Sloth Freestyle)» был впервые выпущен как сингл под названием «Fire in the Booth, Pt. 1» в ноябре 2019 года, после того как Pop Smoke полетел в Великобританию, чтобы записать трек со Sloth. В тексте песни Pop Smoke читает о членстве в банде Crips. Песня «Mannequin», при участии Lil Tjay, интерполирует хит-сингл Арианы Гранде «7 Rings». Это песня в жанрах поп и трэп, в которой Pop Smoke и Lil Tjay читают оду богатству. Smoke считает, что «Dreaming» — это песня, «которая почти полностью состоит из низких частот без намека на мелодию». В песне «She’s Got a Thing» Pop Smoke читает о сексуальной жизни. Кианн-Сиан Уильямс из NME написала, что Pop Smoke исполняет «фоновую песню, вдохновленную рэпером Триппи Реддом из SoundCloud». Она продолжает, утверждая, что он «использует свой рычащий голос для исполнения успокаивающих мелодий». «Dior», представленная в качестве бонус-трека — это песня в жанрах дрилл и хип-хоп с текстами о флирте с женщинами и покупке новейшей дизайнерской одежды. Последний бонус-трек, «War» при участии Lil Tjay, представляет собой песню в жанрах дрилл и хип-хоп.

## Продвижение

### Синглы
В своем Instagram Pop Smoke опубликовал анонс песни «Christopher Walking», ведущего сингла микстейпа, за несколько дней до его выхода. Поклонники заметили, что Pop Smoke критически отзывается о бруклинских рэперах Casanova и Smoove L в превью песни, упоминая первого как «Trashanova», а второго как «Scary L». Позже лейблы Victor Victor Worldwide и Republic Records выпустили «Christopher Walking» 16 января 2020 года в качестве сингла. Музыкальное видео, снятое режиссером Бреннаном Роу, было выпущено в тот же день, что и сама песня. В нем Pop Smoke разъезжает по Нью-Йорку, проявляя свое чувство стиля и наряды, встречается с поклонниками, проезжая мимо них. Позже в видеоролик добавляются архивные кадры с Малкольмом Икс, протестами «Чёрных пантер» и другими чернокожими американскими историческими личностями.
Песня «Shake the Room» была выпущена в качестве второго сингла 28 марта 2020 года. Музыкальное видео на песню было выпущено в тот же день, что и сингл. Основатель Off-White и художественный руководитель Louis Vuitton Вирджил Абло в парижской студии Off-White International Rap Video Production Studio занимался его производством во время Недели моды в Париже. Он является первым музыкальным видеоклипом Pop Smoke, выпущенным после его смерти. В ролике Pop Smoke и Quavo запечатлены в Париже, где они проводят время, катаясь на красном Ferrari. Песня заняла 93 место в американском Billboard Hot 100 и 76 место в UK Singles Chart.

### Другие песни и живые выступления
«War» была выпущена в качестве самостоятельного сингла 4 октября 2019 года. Музыкальное видео на песню, режиссером которого выступил JLShotThat, было выпущено 28 октября 2019 года. Видео снято в черно-белом формате, в нем Pop Smoke и Lil Tjay читают свои куплеты в огромном особняке, затем сцены переключаются между их поездками на уличных мотоциклах, живыми выступлениями и завершением концерта. После смерти Pop Smoke песня «War» заняла 100-е место в Canadian Hot 100 в чарте от 6 марта 2020 года и продержалась в нем одну неделю. Песня «Element» также попала в Canadian Hot 100',' заняв 90-е место.
«Dior» изначально был выпущен в качестве шестого трека с Meet the Woo, 26 июля 2019 года. Впоследствии она была выпущена на американском rhythmic contemporary radio в качестве третьего и последнего сингла с Meet the Woo 11 февраля 2020 года. Музыкальное видео на песню, режиссером, продюсером и монтажером которого выступил JLShotThat, было выпущено 3 сентября 2019 года. В нем Pop Smoke и компания мужчин и женщин танцуют под трек в стриптиз-клубе и на близлежащей парковке. После смерти Pop Smoke «Dior» заняла 49 место в Billboard Hot 100, став первой сольной и посмертной песней рэпера в чарте. С выходом дебютного посмертного студийного альбома Pop Smoke Shoot for the Stars, Aim for the Moon (2020), песня поднялась до 22 места в Hot 100. В ноябре 2020 года «Dior» была номинирована на 63-ю ежегодную премию «Грэмми» в категории «За лучшее рэп-исполнение». В октябре 2019 года Pop Smoke исполнил песню «Dior» в прямом эфире программы Fresh Out Friday на канале MTV в рамках рубрики Total Request Live. Месяц спустя он исполнил песню для платформы VevoDSCVR, предназначенной для новых молодых исполнителей. Позже, в декабре, он исполнил песни «Dior» и «War» вживую на концерте Rolling Loud в Лос-Анджелесе, Калифорния. В феврале следующего года, вскоре после его смерти, в клубе «Yard» в Париже, Франция, на сцене появилась голограмма Pop Smoke, которая исполнила песню «Dior» виртуально.

## Оценки критиков
| Совокупная оценка | Совокупная оценка |
| Источник          | Оценка            |
| ----------------- | ----------------- |
| Metacritic        | 75/100            |
| Оценки критиков   |                   |
| Источник          | Оценка            |
| AllMusic          | [ 36 ]            |
| Exclaim!          | 8/10              |
| HipHopDX          | 4.1/5             |
| NME               | [ 37 ]            |
| Pitchfork         | 7.3/10            |
| RapReviews        | 6.5/10            |

Meet the Woo 2 был встречен в целом положительными отзывами. На сайте Metacritic, который присваивает нормализованный рейтинг в 100 баллов рецензиям профессиональных изданий, альбом получил средний балл 75 на основе пяти рецензий, что означает «в целом благоприятные отзывы».
Риду Джексону из Pitchfork альбом понравился, он сказал, что Meet the Woo 2 «звучит, как вечеринка, но при этом в нем нет такого максимализма, как в [Meet the Woo], а есть только достаточно ловкие приемы, позволяющие поддерживать интерес». Критик HipHopDX Бернадетт Джакомаццо считает: «Грубое рычание Pop Smoke было резким и жестким на фоне этих задорных битов, но, что удивительно, это невероятно эффектно». Рецензируя микстейп для Exclaim!, Эрин Лоуэрс утверждает, что пластинка «кажется своевременной», и хотя тон голоса «Pop Smoke уже достаточен, чтобы выделить его среди других артистов, представляющих Нью-Йорк, в его музыке чувствуется энергия, которая держит вас в тонусе. У нас есть Meet the Woo 2, чтобы запомнить эту энергетику навсегда». Стив «Flash» Джуон из RapReviews сказал: «Что касается смысловой нагрузки его строк, юмористических реплик „нажмите кнопку перемотки“ или эмоциональных историй, я, к сожалению, должен честно сказать, что он не зацепил меня ни в одной из этих категорий. Как поэт, он был „просто на своем месте“ — не ужасно, не блестяще, а нормально. Показывает ли он потенциал для будущего Meet the Woo Vol. 2? Да. Абсолютно».
Фред Томас из AllMusic отметил, что Meet the Woo 2 обладает «неослабевающей грубой энергетикой», что делает его одним из лучших альбомов Pop Smoke. По его словам, каждая песня микстейпа «проходит по тонкой, как бритва, грани между весельем и опасностью, с тем же напряжением, которое наполняет комнату перед началом драки». В заключение он сказал, что Pop Smoke «держит это напряжение на протяжении всей записи, создавая нечто волнующе мрачное и всегда готовое взорваться».

## Коммерческий успех
Meet the Woo 2 дебютировал на седьмом месте в американском чарте Billboard 200 от 22 февраля 2020 года, было продано 36 000 копий, включая 5 000 за первую неделю. Таким образом, альбом стал первым хитом Pop Smoke в Соединенных Штатах, вошедшим в топ-10. Микстейп занял пятое место в американском чарте Top R&B/Hip-Hop Albums. Ассоциация звукозаписывающих компаний (RIAA) удостоила Meet the Woo 2 золотой сертификации за продажу более 500 000 копий альбома в Соединенных Штатах.
Meet the Woo 2 дебютировал на 22 месте в UK Albums Chart 14 февраля 2020 года. После смерти Pop Smoke микстейп поднялся до 16 места в чарте 28 февраля 2020 года, став для рэпера первым альбомов, попавшим в топ-20 в Великобритании. Британская ассоциация производителей фонограмм удостоила микстейп серебряной сертификации за продажи 100 000 копий в Великобритании. Микстейп попал в топ-30 музыкальных чартов в Австралии, Канаде, Дании, Нидерландах, Финляндии, Новой Зеландии, Норвегии, Швеции, Швейцарии и Бельгийской Фландрии.

### Итоговые обзоры
| Публицист           | Номинация                                       | Место | Примечания |
| ------------------- | ----------------------------------------------- | ----- | ---------- |
| Billboard           | 50 лучших альбомов 2020 года                    | 9     | [ 95 ]     |
| BrooklynVegan       | 50 лучших рэп-альбомов 2020 года                | 8     | [ 96 ]     |
| BrooklynVegan       | BrooklynVegan 55 лучших альбомов 2020 года      | 26    | [ 97 ]     |
| Complex             | Лучшие альбомы 2020 года                        | 19    | [ 98 ]     |
| Highsnobiety        | 20 альбомов, спасших 2020 год                   | 3     | [ 99 ]     |
| HotNewHipHop        | Топ-25 самых горячих хип-хоп альбомов 2020 года | 6     | [ 100 ]    |
| Stereogum           | 10 лучших рэп-альбомов 2020 года                | 10    | [ 101 ]    |
| Vice                | 100 лучших альбомов 2020 года                   | 11    | [ 102 ]    |
| The Washington Post | Лучшая музыка 2020 года                         | 3     | [ 103 ]    |

## Список композиций
| №                   | Название                                                    | Текст песни                                                      | Музыка                                     | Продюсер(ы)             | Длительность |
| ------------------- | ----------------------------------------------------------- | ---------------------------------------------------------------- | ------------------------------------------ | ----------------------- | ------------ |
| 1.                  | «Invincible» (Бэк-вокал Yoz Beatz)                          | Башар Джексон                                                    | Джексон Йосиф Тафари                       | Yoz Beatz               | 2:07         |
| 2.                  | «Shake the Room» (при участии Quavo)                        | Джексон Куэйвиус Маршалл Андре Лоблак                            | Джексон Маршалл Лоблак                     | 808MeloBeats            | 2:45         |
| 3.                  | «Get Back»                                                  | Джексон                                                          | Джексон Тафари                             | Yoz Beatz               | 1:48         |
| 4.                  | «Christopher Walking»                                       | Джексон Алекс Петит Эбони Ошунринд Дилан Клири-Крелл Деррик Грей | Джексон Петит Ошунринд Клири-Крелл Грей    | CashMoneyAP WondaGurl   | 3:10         |
| 5.                  | «Foreigner» (при участии A Boogie wit da Hoodie)            | Джексон Лоблак Артист Джулиус Дубоуз                             | Джексон Лоблак                             | 808MeloBeats            | 2:41         |
| 6.                  | «Sweetheart» (при участии Fivio Foreign)                    | Джексон Макси Райлес III                                         | Джексон Райлес Рикардо Ламарр Алямани Уада | Rico Beats Yamaica      | 2:36         |
| 7.                  | «Element»                                                   | Джексон                                                          | Джексон Тафари                             | Yoz Beatz               | 2:15         |
| 8.                  | «Armed n Dangerous» (Charlie Sloth freestyle)               | Джексон Джордан Таунсенд Ирвинг Аджей                            | Джексон Лоблак Ламарр Таунсенд Аджей       | 808MeloBeats Rico Beats | 2:26         |
| 9.                  | «Mannequin» (Бэк-вокал Арианы Гранде; при участии Lil Tjay) | Джексон Тион Мерритт                                             | Джексон Мерритт Лоблак Джулиус Бабатунде   | 808MeloBeats            | 2:40         |
| 10.                 | «Dreaming»                                                  | Джексон Ошунринд                                                 | Джексон Лоблак Ошунринд                    | 808MeloBeats            | 2:54         |
| 11.                 | «She Got a Thing»                                           | Джексон                                                          | Джексон Маналла Юсуф                       | Axl                     | 2:05         |
| 12.                 | «Dior» (бонусный трек)                                      | Джексон Лоблак                                                   | Джексон Лоблак                             | 808MeloBeats            | 3:36         |
| 13.                 | «War» (при участии Lil Tjay) (бонусный трек)                | Джексон Мерритт Лоблак Эллис Ньютон                              | Джексон Мерритт Лоблак Ньютон              | 808MeloBeats            | 3:41         |
| Общая длительность: | Общая длительность:                                         | Общая длительность:                                              | Общая длительность:                        | Общая длительность:     | 34:44        |

| №                   | Название                            | Текст песни                                                   | Музыка                                            | Продюсер(ы)         | Длительность |
| ------------------- | ----------------------------------- | ------------------------------------------------------------- | ------------------------------------------------- | ------------------- | ------------ |
| 14.                 | «Wolves» (при участии Nav)          | Джексон Наврадж Горая                                         | Джексон Горая Ньютон                              | Swirving Makalo [b] | 3:15         |
| 15.                 | «Dior (Ремикс)» (при участии Gunna) | Джексон Серхио Китченс                                        | Джексон Китченс Лоблак                            | 808MeloBeats        | 3:50         |
| 16.                 | «Like Me» (при участии PnB Rock)    | Джексон Раким Аллен Джейк Бурдайк Даниэль Виллальба Калеб Эли | Джексон Аллен Бурдайк Виллальба Эли Отелло Квайда | Othello Beats       | 3:11         |
| Общая длительность: | Общая длительность:                 | Общая длительность:                                           | Общая длительность:                               | Общая длительность: | 45:00        |

| №                   | Название                                          | Автор(ы)                                                 | Продюсер(ы)          | Длительность |
| ------------------- | ------------------------------------------------- | -------------------------------------------------------- | -------------------- | ------------ |
| 17.                 | «Gatti» (совместно с JackBoys и Трэвисом Скоттом) | Джексон Жак Уэбстер II Лоблак Юсуф Майкл Дин Петр Клапка | 808MeloBeats Axl [a] | 3:01         |
| Общая длительность: | Общая длительность:                               | Общая длительность:                                      | Общая длительность:  | 48:01        |

Примечания
- ↑  сопродюсер
- ↑  дополнительный продюсер

Сэмплы
- «Christopher Walking» содержит сэмпл песни «Window Shopper», исполненной 50 Cent.
- «Mannequin» содержит сэмпл песни «7 Rings», исполненной Ariana Grande.

## Участники записи
Информация взята из Tidal.
Исполнители
- Yoz Beatz — программирование (1, 3, 7)
- Quavo — рэп-вокал (2)
- 808MeloBeats — программирование (2, 5, 8-10, 12, 13, 15)
- CashMoneyAP — программирование (4)
- A Boogie wit da Hoodie — рэп-вокал (5)
- Fivio Foreign — вокал (6)
- Rico Beats — программирование (6, 8)
- Yamaica — программирование (6)
- Lil Tjay — рэп-вокал (9)
- Axl — программирование (11)
- Nav — рэп-вокал (14)
- Swirving — программирование (14)
- Gunna — рэп-вокал (15)
- PnB Rock — рэп-вокал (16)
- Othello Beats — программирование (16)

Техники
- Джесс Джексон — сведение, мастеринг (1-11, 16)
- Джейсен Джошуа — сведение (12, 15), сведение вокала (15)
- Фабиан Мараскьюлло — сведение (13)
- Pro Logic — сведение, сведение вокала (14)
- Колин Леонард — мастеринг (13-15)
- Кори «Катц» Нутил — звукорежиссёр (1-11, 14-16)
- Вик Вайнштейн — звукорежиссёр (12)
- Юнг Аве — звукорежиссёр (12, 15)
- Дрю Оливер — звукорежиссёр (13)
- TheElements — звукорежиссёр (14)
- Сейдж Скофилд — помощник по сведению (1-11, 16)
- DJ Riggins — помощник по сведению (12, 15), сведение вокала (15)
- Джейкоб Ричардс — помощник по сведению (12, 15), сведение вокала (15)
- Майк Сиберг — помощник по сведению (12, 15), сведение вокала (15)
- Томас Макларен — помощник по сведению (13)

## Чарты

### Еженедельные чарты
| Чарт (2020—2021)                       | Высшая позиция |
| -------------------------------------- | -------------- |
| Австралия (ARIA)                       | 24             |
| Австрия (Ö3 Austria)                   | 51             |
| Бельгия/Фландрия (Ultratop)            | 21             |
| Бельгия/Валлония (Ultratop)            | 45             |
| Канада (Canadian Albums Chart)         | 8              |
| Дания (Hitlisten)                      | 18             |
| Нидерланды (Album Top 100)             | 14             |
| Финляндия (Suomen virallinen lista)    | 7              |
| Франция (SNEP)                         | 51             |
| Германия (Offizielle Top 100)          | 94             |
| Ирландия (Irish Albums Chart)          | 41             |
| Новая Зеландия (RMNZ)                  | 27             |
| Норвегия (VG-lista)                    | 13             |
| Швеция (Sverigetopplistan)             | 19             |
| Швейцария (Schweizer Hitparade)        | 30             |
| Великобритания (UK Albums Chart)       | 16             |
| США (Billboard 200)                    | 7              |
| США (Billboard Top R&B/Hip-Hop Albums) | 5              |

### Ежегодные чарты
| Чарт (2020)                           | Позиция |
| ------------------------------------- | ------- |
| Belgian Albums (Ultratop Flanders)    | 55      |
| Belgian Albums (Ultratop Wallonia)    | 183     |
| Canadian Albums (Billboard)           | 36      |
| Danish Albums (Hitlisten)             | 42      |
| Dutch Albums (Album Top 100)          | 34      |
| French Albums (SNEP)                  | 182     |
| Swedish Albums (Sverigetopplistan)    | 56      |
| UK Albums (OCC)                       | 68      |
| US Billboard 200                      | 49      |
| US Top R&B/Hip-Hop Albums (Billboard) | 31      |

| Чарт (2021)                           | Позиция |
| ------------------------------------- | ------- |
| Belgian Albums (Ultratop Flanders)    | 109     |
| Canadian Albums (Billboard)           | 43      |
| Danish Albums (Hitlisten)             | 49      |
| Dutch Albums (Album Top 100)          | 69      |
| Swedish Albums (Sverigetopplistan)    | 73      |
| US Billboard 200                      | 101     |
| US Top R&B/Hip-Hop Albums (Billboard) | 80      |

## Сертификации
| Регион                                                                      | Сертификация | Продажи |
| --------------------------------------------------------------------------- | ------------ | ------- |
| Канада (Music Canada)                                                       | Золотой      | 40 000  |
| Дания (IFPI Danmark)                                                        | Платиновый   | 20 000  |
| Новая Зеландия (RMNZ)                                                       | Золотой      | 7500    |
| Швеция (GLF)                                                                | Золотой      | 15 000  |
| Великобритания (BPI)                                                        | Золотой      | 100 000 |
| США (RIAA)                                                                  | Золотой      | 500 000 |
| Данные о продажах + прослушиваниях приведены только на основе сертификации. |              |         |

## История выпуска
| Регион | Дата            | Лейбл(ы)                 | Формат(ы)                          | Издание       | Прим.         |
| ------ | --------------- | ------------------------ | ---------------------------------- | ------------- | ------------- |
| Разные | 7 февраля 2020  | Victor Victor и Republic | Цифровое скачивание, стриминг и CD | Стандартное   | [ 5 ] [ 133 ] |
| Разные | 12 февраля 2020 | Victor Victor и Republic | Цифровое скачивание и стриминг     | Делюкс-версия | [ 7 ]         |
| Разные | 4 сентября 2020 | Victor Victor и Republic | CD                                 | Делюкс-версия | [ 134 ]       |
| США    | 4 сентября 2020 | Victor Victor и Republic | CD                                 | Target        | [ 135 ]       |
| Разные | 9 октября 2020  | Victor Victor и Republic | Грампластинка                      | Делюкс-версия | [ 136 ]       |